# Presa di Nam Định
La presa di Nam Định, avvenuta il 27 marzo 1883, fu uno dei primi episodi della campagna del Tonchino (1883-1886). In una breve campagna effettuata nell'ultima settimana del marzo 1883, il comandante Henri Rivière, al comando di una flottiglia di cannoniere e di un battaglione di fanteria di marina, catturò la cittadella di Nam Định, la seconda città del Tonchino.
La presa di Nam Định da parte di Rivière rese evidenti le ambizioni francesi nel Tonchino ed ebbe importanti conseguenze. La Cina iniziò a sostenere segretamente il governo vietnamita nella sua opposizione alla colonizzazione francese. Il coinvolgimento cinese nel Tonchino sfociò nella guerra franco-cinese (agosto 1884 - aprile 1885).

## Contesto

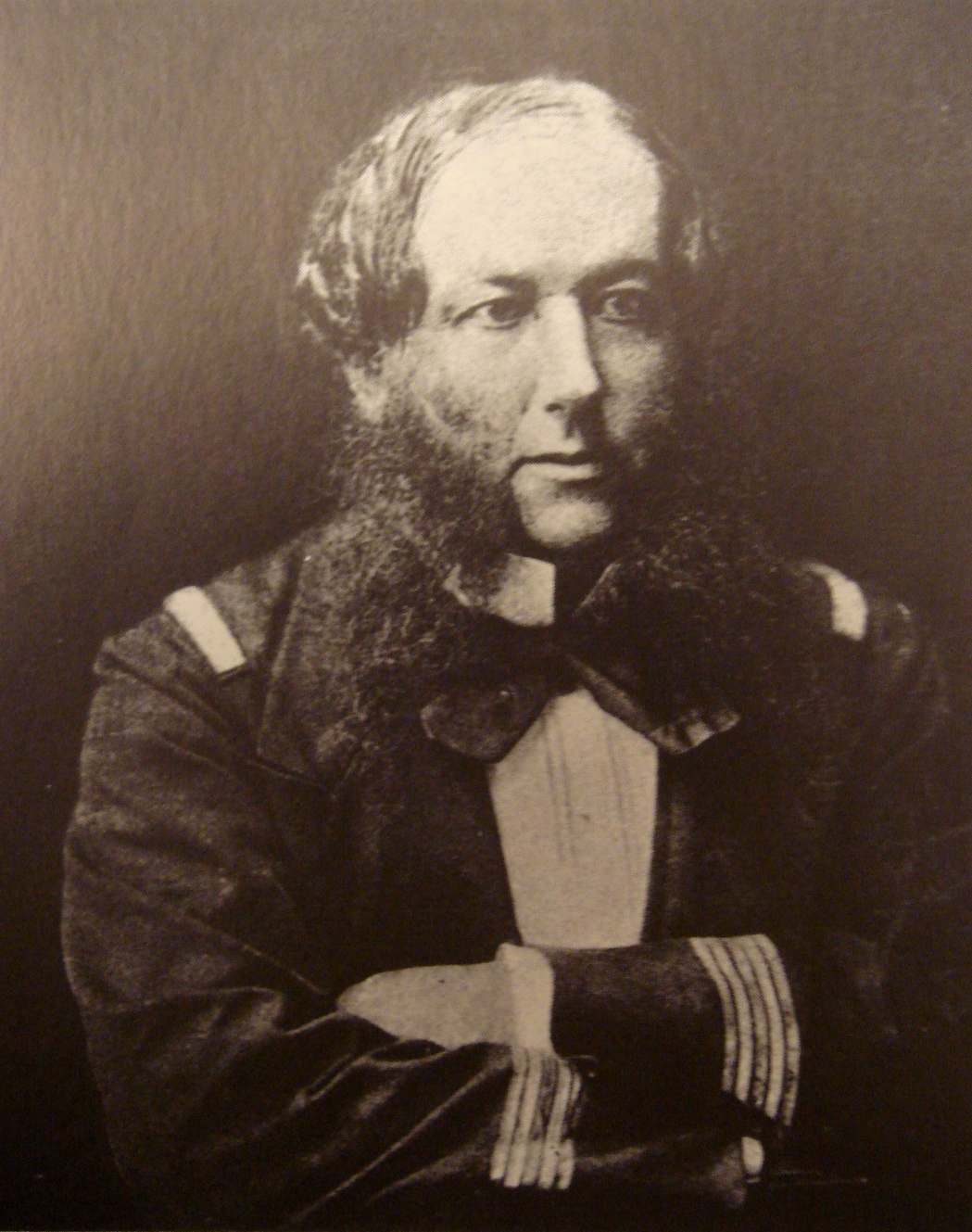
Henri Rivière (1827-1883)

L'intervento francese nel nord del Vietnam fu provocato dal comandante Henri Rivière, inviato ad Hanoi con una piccola forza militare alla fine del 1881 per indagare sulle lamentele dei vietnamiti nei confronti delle attività dei mercanti francesi. Sfidando le istruzioni dei suoi superiori, Rivière conquistò la cittadella di Hanoi il 25 aprile 1882. Sebbene Rivière avesse poi restituito la cittadella alle autorità vietnamite, il suo ricorso alla forza venne accolto con allarme sia in Vietnam che in Cina.
Il governo vietnamita, incapace di affrontare Rivière con il proprio esercito, si avvalse dell'aiuto di Liu Yongfu, comandante dell'Esercito della bandiera nera, i cui soldati, ben addestrati ed esperti, si sarebbero rivelati una spina nel fianco per i francesi. Anche i vietnamiti chiesero il sostegno della Cina. Il Vietnam era da tempo uno stato vassallo della Cina, che da parte sua decise di armare e sostenere le Bandiere nere e di opporsi segretamente alle operazioni francesi nel Tonchino. La corte Qing inviò un forte segnale ai francesi: la Cina non avrebbe permesso che il Tonchino cadesse sotto il controllo francese.
Nell'estate del 1882 le truppe degli eserciti dello Yunnan e del Guangxi attraversarono il confine con il Tonchino, occupando Lạng Sơn, Bắc Ninh, Hưng Hóa e altre città. Il ministro francese in Cina, Frédéric Bourée, era talmente allarmato dalla prospettiva di una guerra con la Cina che tra il novembre e il dicembre del 1882 negoziò un accordo con lo statista cinese Li Hongzhang per dividere il Tonchino in due sfere d'influenza, una francese ed una cinese. Entrambi i negoziatori furono criticati per aver concesso troppo e l'accordo ebbe breve durata: non fu mai ratificato in Cina e in Francia l'amministrazione entrante di Jules Ferry lo sconfessò nel marzo 1883, richiamando in patria Bourée.

## Occuapzione di Hồng Gai
Alla fine di febbraio 1883 le forze francesi presenti ad Hanoi furono rinforzate da un battaglione di 500 uomini di fanteria di marina, proveniente dalla Francia e comandato dal tenente colonnello Carreau. Questi rinforzi, che raddoppiarono le truppe a disposizione di Rivière, erano un regalo d'addio del bellicoso ammiraglio Bernard Jauréguiberry, che era stato sostituito alla carica di ministro della Marina il 29 gennaio 1883. Gli uomini di Carreau salparono dalla Francia a bordo della nave da trasporto Corrèze e raggiunsero Hanoi il 24 febbraio 1883. Le istruzioni che accompagnavano i rinforzi specificavano che questi non dovevano essere utilizzati per estendere l'occupazione francese del Tonchino.
L'8 marzo 1883 Rivière apprese che il governo vietnamita intendeva affittare le miniere di carbone di Hon Gai, una città costiera nei pressi di Haiphong, a un consorzio cinese che in realtà era una copertura per una società britannica. Se agli inglesi fosse stato permesso di installarsi a Hồng Gai (parte dell'attuale Hạ Long), la Francia avrebbe rischiato di dover rinunciare ai suoi sogni di espansione coloniale nel Tonchino. Sfidando sia la lettera che lo spirito delle istruzioni ricevute, Rivière decise di prendere immediatamente l'iniziativa. Su suo ordine, il comandante Berthe de Villers partì il giorno seguente a bordo del Parseval, innalzò il tricolore francese a Hồng Gai e vi stabilì una gaurnigione di 50 uomini. I francesi non incontrarono resistenza.
Nel suo rapporto su questa azione a Charles Thomson, governatore della Cochinchina, Rivière spiegò che aveva occupato Hồng Gai per assicurarsi le linee di comunicazione con Haiphong, ma non nascose che stava anche cercando di estendere il controllo francese sul Tonchino. Con i suoi amici fu ancora più franco: "Ho preso possesso dell'intero distretto minerario", scrisse, "L'abbiamo sempre desiderato, ma abbiamo sempre esitato ad agire. Questo li costringerà a portare avanti la questione del Tonchino!".

## La decisione di attaccare Nam Định

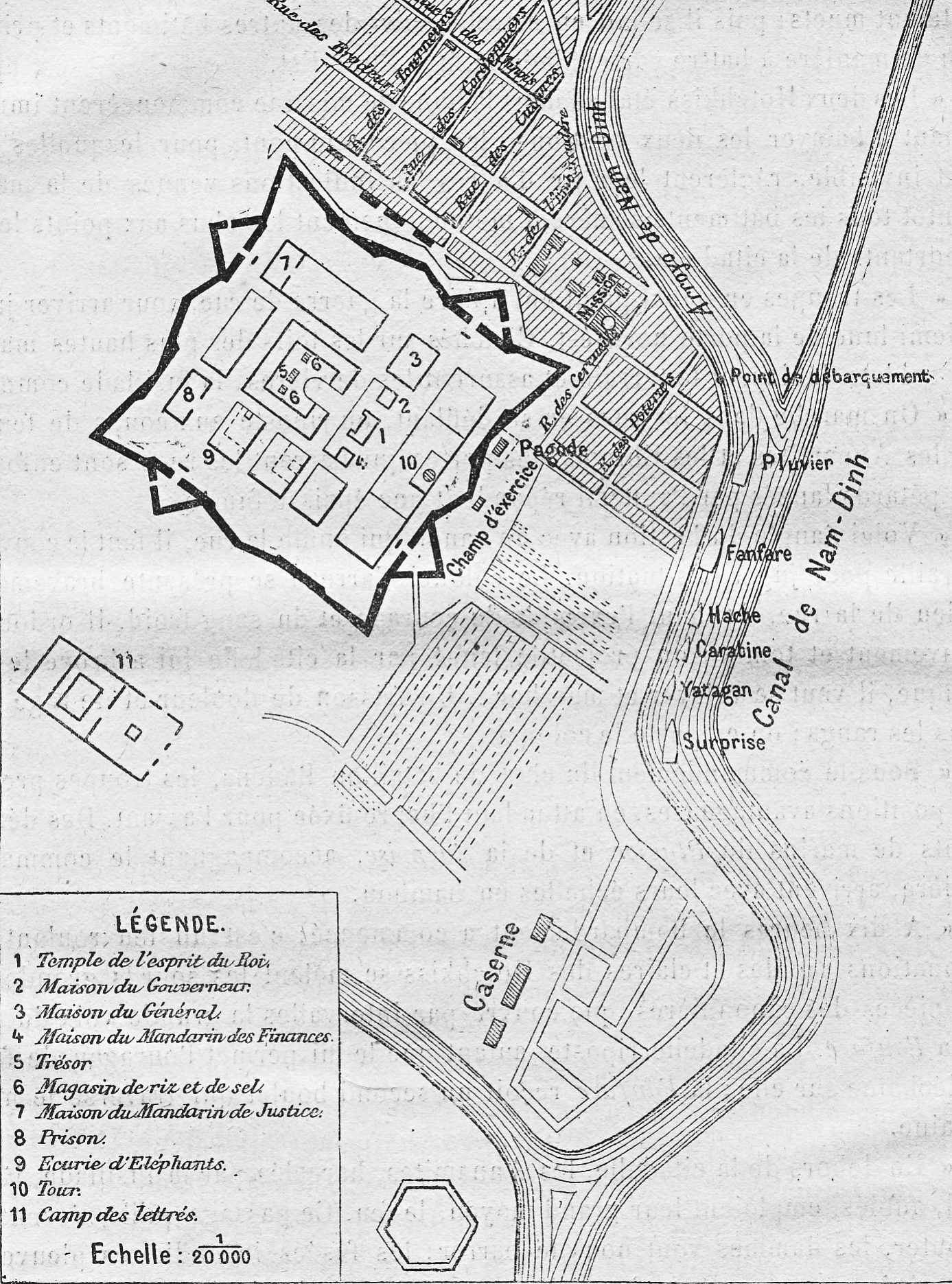
La cittadella di Nam Định, marzo 1883

Rivière riteneva inoltre che, nella situazione attuale, non fare nulla fosse più pericoloso che prendere l'iniziativa. Notizie allarmanti giungevano sia da nord che da sud. A Sơn Tây, Liu Yongfu si stava preparando, con 5000 Bandiere nere, ad attaccare i francesi presenti ad Hanoi. Nel delta del Fiume Rosso, il governatore di Nam Định aveva armato la cittadella e le cannoniere francesi avevano grandi difficoltà nell'impedirgli di bloccare i canali. Rivière era convinto che la Francia dovesse colpire per prima. Ora, finalmente, aveva i mezzi per agire: "Poiché questo governo indeciso è stato così imprudente da mandarmi 500 uomini", scrisse a un amico, "ho deciso di usarli per fare ciò che non ha deciso di fare".
Rivière decise qiuindi di colpire Nam Định, sempre per assicurarsi le comunicazioni con la costa. Era la strategia che Francis Garnier aveva adottato nel 1873, e probabilmente era quella giusta. Ma la decisione suscitò una notevole opposizione tra i suoi ufficiali. Essi sostenevano che avrebbe comportato una pericolosa dispersione della piccola forza francese di Hanoi. Nam Định avrebbe dovuto essere presidiata se fosse stata presa, e i francesi sarebbero stati troppo impegnati per condurre ulteriori operazioni militari. Raccomandarono di attaccare Liu Yongfu a Sơn Tây con tutte le forze disponibili. Rivière non era convinto. Riteneva, probabilmente a ragione, che i francesi non fossero abbastanza forti per affrontare Liu Yongfu. Non accolse le proposte dei suoi ufficiali e ordinò di preparare i piani per una spedizione contro Nam Định. Undici mesi dopo l'entrata in azione delle truppe francesi ad Hanoi, Rivière sfidò nuovamente i governi vietnamita e cinese.
Nam Định era difesa da 6200 soldati vietnamiti al comando del tong doc (governatore) Vu Truong Binh, assistito dal de doc Le Van Diem e dal quan an Ho Ba On. Un contingente di 600 soldati cinesi della guarnigione cinese di Bắc Ninh, guidato dall'ufficiale della Bandiere Nere Vinh Thong Chat, combatté segretamente dalla parte vietnamita. Poiché Francia e Cina non erano ufficialmente in guerra, le truppe cinesi indossarono le uniformi delle Bandiere Nere per mascherare la loro partecipazione alla battaglia.

## La campagna di Nam Định
L'11 marzo 1883 lo chef de bataillon Pierre de Badens (1847-1897) fece una ricognizione di Nam Định in barca e riferì che era stata ben fortificata e che era presidiata da un esercito di 8000-10000 uomini. Rivière decise comunque di attaccare la città. Organizzò una flottiglia di giunche e lance a vapore per trasportare quattro compagnie e mezza di fanteria di marina, al comando del colonnello Carreau, e un distaccamento di fucilieri cocincinesi (tirailleurs annamites). Si trattava di 520 uomini in tutto, disposti lungo il Fiume Rosso fino a Nam Định: una forza d'attacco incredibilmente piccola, ma che sarebbe stata supportata da diverse cannoniere, la cui potenza di fuoco avrebbe aumentato enormemente le possibilità di successo. Rivière assunse personalmente il comando della spedizione e la sua flottiglia lasciò Hanoi il 23 marzo 1883, accompagnata dalle cannoniere Hache e Yatagan. Berthe de Villers fu lasciato a difendere Hanoi con tre compagnie e mezzo di fanteria e la cannoniera Léopard.
La spedizione dovette prima superare le difese di Ninh Bình, la cui cittadella era costruita su un'imponente rupe che dominava il Fiume Rosso ed era difesa da numerosi cannoni che dominavano completamente il passaggio. La flottiglia raggiunse Ninh Bình nel pomeriggio del 24 marzo 1883, dove trovò ad attenderla la cannoniera Carabine. La guarnigione della cittadella si preparò all'avvicinarsi dei francesi e, secondo Rivière, "i loro cannoni, se ben maneggiati, avrebbero potuto annientarci". Tuttavia, il governatore di Ninh Bình si rifiutò di aprire il fuoco, essendo "uno di quegli asiatici che di solito non si preoccupano delle disgrazie dei loro colleghi a meno che non li riguardino personalmente". La spedizione passò indenne Ninh Bình e in serata si ancorò all'imbocco del canale di Nam Định, dove fu raggiunta dalle cannoniere Pluvier e Surprise.
La mattina del 25 marzo 1883, la flottiglia gettò l'ancora al largo del muro meridionale della cittadella di Nam Định, dove la cannoniera Fanfare era già in posizione. Rivière aveva ora a disposizione cinque cannoniere. Nel primo pomeriggio la fanteria di marina francese scese a terra e occupò senza resistenza la caserma navale di Nam Định, evacuata dai difensori della città. Più tardi, nel pomeriggio, i marinai del Fanfare scesero a terra e bruciarono alcune capanne di legno per liberare il campo di tiro per l'artiglieria della cannoniera. Diversi cannoni vietnamiti risposero a questa provocazione aprendo il fuoco, con scarsi risultati, sulla cannoniera francese. Il Fanfare rispose e distrusse quattro pezzi d'artiglieria sui bastioni della città. L'azione terminò al calar della notte. Mentre era in corso questo scambio di fuoco, Rivière pretese che il governatore della città Vu Truong Binh si presentasse di persona a bordo del Pluvier e consegnasse la cittadella prima delle 8 del giorno successivo. Il rifiuto del governatore arrivò in serata.

## Il bombardamento di Nam Định

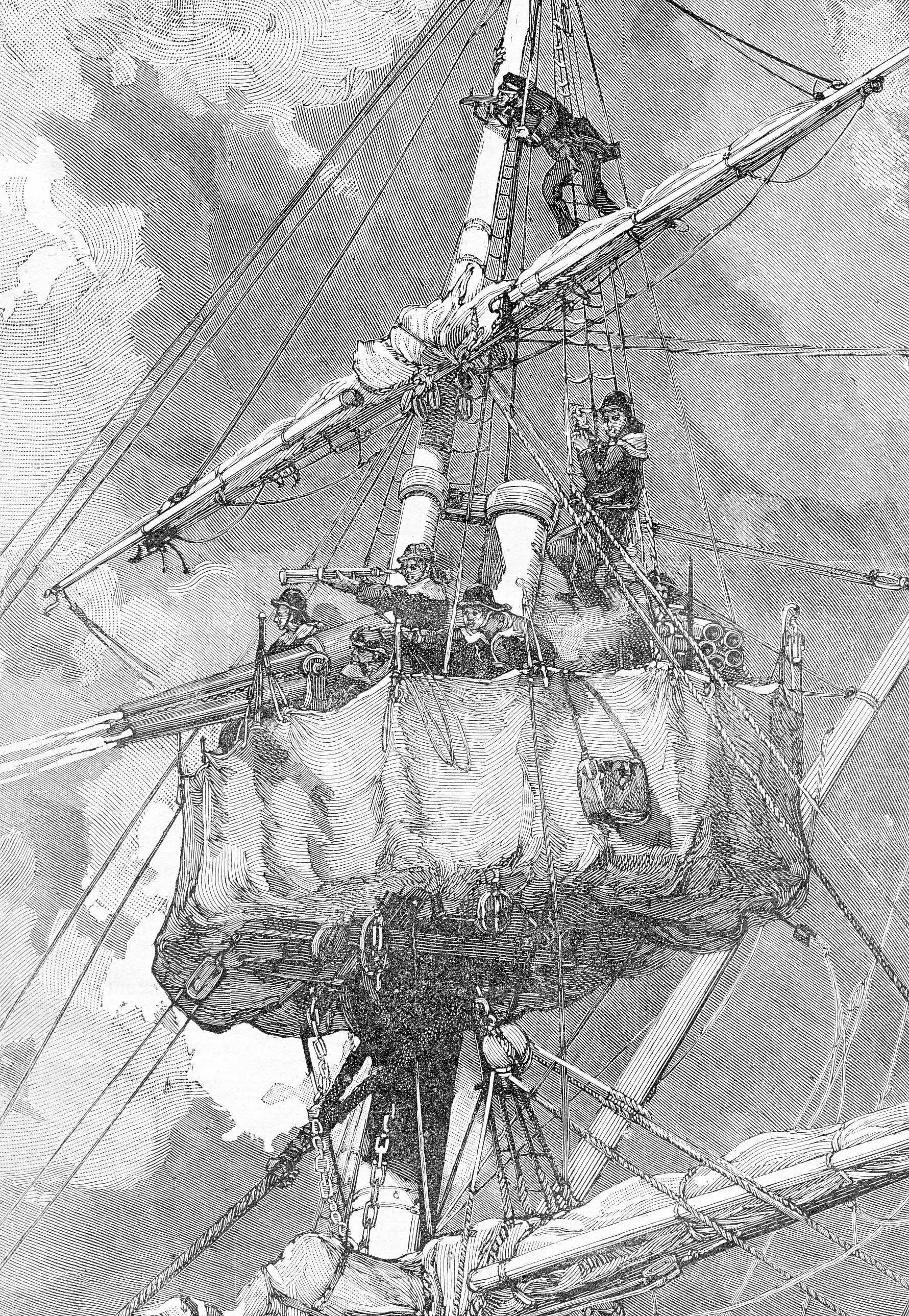
Il Pluvier impegna le difese vietnamite s Nam Định con il suo canonne-revolver Hotchkiss montato su un albero della nave

Le mura di Nam Định erano spesse più di quattro metri, solidamente rivestite e non potevano essere scalate dagli attaccanti, in quanto protette da profondi fossati pieni d'acqua. Sapendo che sarebbe stato impossibile sfondare le mura con i cannoni di piccolo calibro delle cannoniere francesi, Rivière decise di entrare a Nam Định distruggendo con l'esplosivo una delle porte principali. Ordinò un bombardamento preliminare dei bastioni della città da parte delle cannoniere, sperando così di distruggere il maggior numero possibile di pezzi d'artiglieria vietnamiti prima che la fanteria e i genieri dessero l'assalto. La sera del 25 marzo 1883 le cannoniere si schierarono lungo il canale di Nam Định in una lunga linea di fronte al muro sud-est della cittadella, sottoponendo i difensori a un fuoco incrociato d'artiglieria.
Rivière voleva aprire il fuoco non appena l'ultimatum fosse scaduto, ma la mattina del 26 marzo 1883 la nebbia era tale da rendere impossibile l'azione. La nebbia si diradò nel primo pomeriggio e il Fanfare si avvicinò al muro di sud-est, iniziando a bombardare le difese esterne di Nam Định alle 14:00 e sparando con precisione per distruggere i cannoni rivolti verso il canale. Per far sì che i difensori stessero al riparo e non rispondessero al fuoco, il Fanfare e il Pluvier li impegnarono con i loro cannoni-revolver Hotchkiss. Dopo due ore, il fuoco delle difese meridionali si allentò e il Fanfare si ritirò, avendo subito solo lievi danni da due colpi di cannone nemici. Molti dei cannoni della cittadella avevano ignorato le cannoniere francesi, sparando invece su una vicina missione cattolica.

## La presa di Nam Định

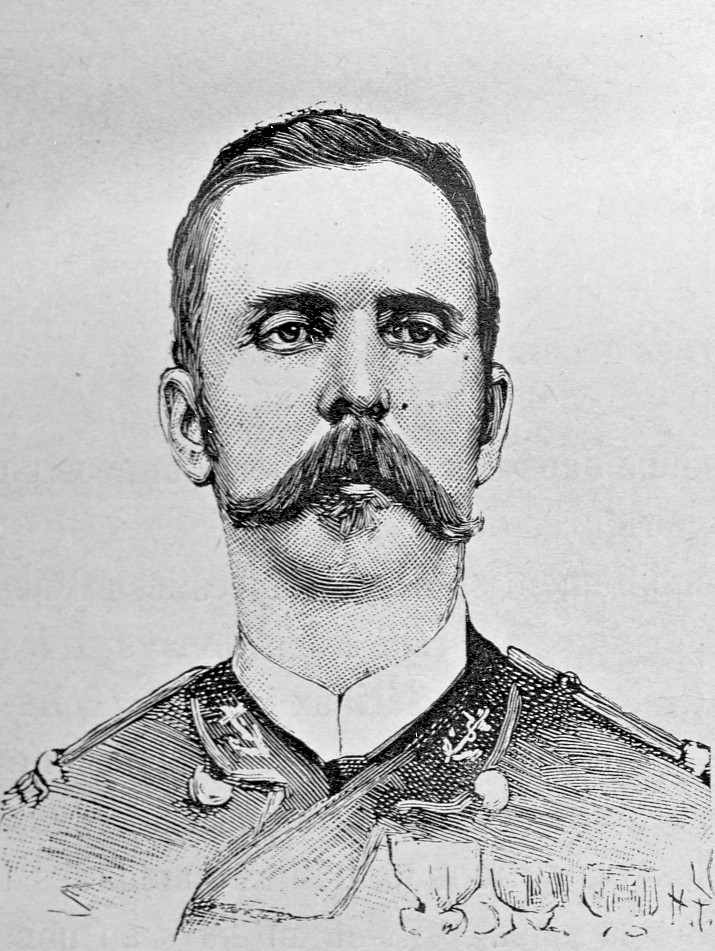
Il tenente colonnello Carreau, ferito mortalmente durante la presa di Nam Định

Rivière assaltò Nam Định il giorno seguente. Sbarcò le sue truppe alle 11 del mattino, dopo un devastante bombardamento delle cannoniere contro cittadella durato cinque ore. La forza d'attacco contava poco meno di 600 uomini, dato che Rivière aveva rafforzato la fanteria di marina e i fucilieri cocinchinesi con le compagnie da sbarco delle cannoniere Pluvier e Fanfare. Le truppe sbarcarono in un sobborgo oltre le mura esterne della città e poterono avanzare sotto la copertura degli edifici fino a raggiungere le difese principali. Secondo il piano di Rivière, il capitaine du génie Dupommier fece esplodere con cariche di dinamite la porta del rivellino orientale e poi la porta orientale della cittadella.
Dupommier e il suo gruppo di ingegneri subirono il fuoco pesante dei difensori vietnamiti mentre avanzavano per piazzare le cariche, e dovettero ripiegare e aspettare il fuoco di copertura prima di fare un secondo tentativo. Dopo aver fatto saltare entrambi i cancelli, i francesi entrarono nella cittadella. Rivière guidò dal fronte, incitando le sue truppe a entrare in città e dando esempio di coraggio personale. I vietnamiti resistettero ferocemente, ma furono sopraffatti dalla superiore potenza di fuoco e dal morale dei francesi. Nel tardo pomeriggio la città era in mano francese e il suo governatore in fuga. I marinai del Fanfare e del Pluvier raggiunsero insieme la cima della cittadella. Non riuscendo a mettersi d'accordo su chi fosse arrivato per primo, ammainarono la bandiera annamese e issarono al suo posto due bandiere francesi.
Una grande forza vietnamita all'esterno della città tentò di attaccare le cannoniere francesi nella prima serata, ma fu bombardata mentre si trovava allo scoperto e si disperse rapidamente.
Le perdite francesi in questa operazione furono notevolmente ridotte: solo quattro feriti. Uno dei feriti fu il tenente colonnello Carreau, comandante del battaglione di spedizione, colpito al piede da una palla di cannone. La gamba fu amputata, ma le condizioni di Carreau peggiorarono e il 13 maggio 1883 il colonnello morì. Le perdite vietnamite non sono note, ma secondo Rivière i difensori combatterono con insolita caparbietà e quando i francesi entrarono in città trovarono le mura coperte di cadaveri.

## Conseguenze

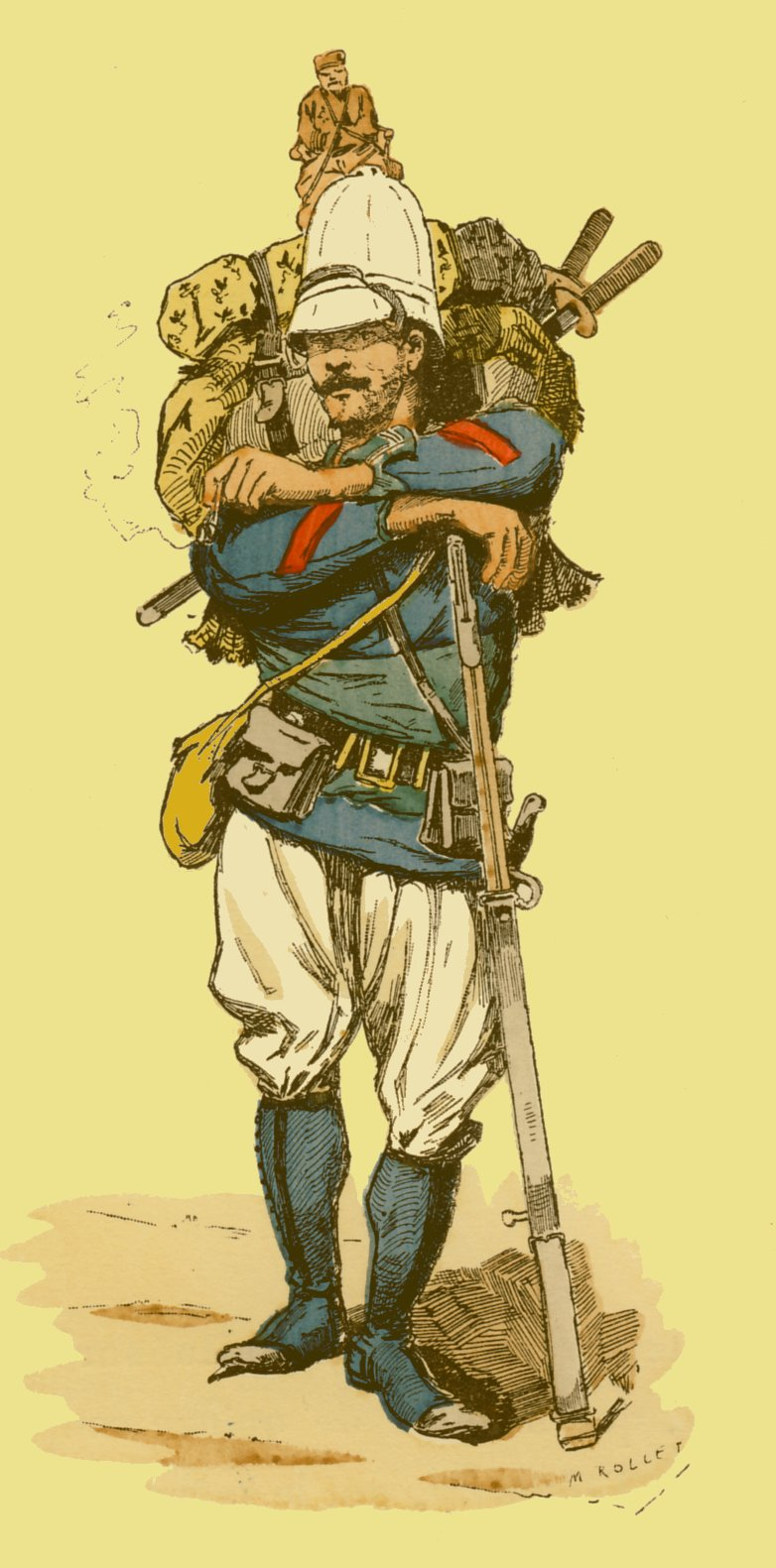
Fante di marina francese

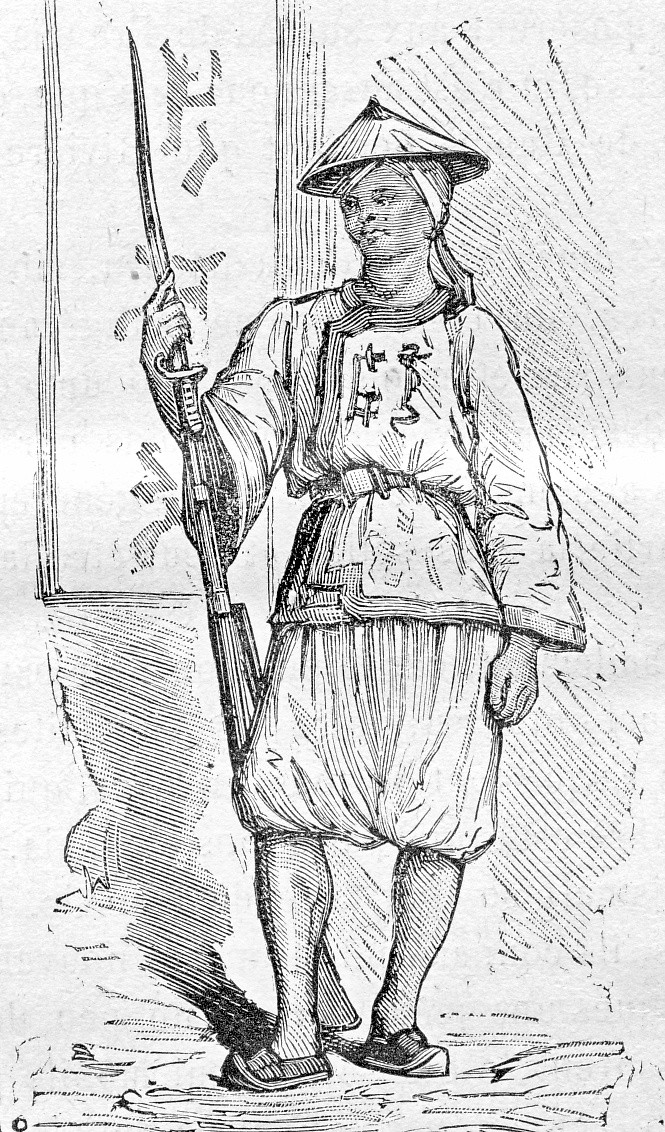
Fante vietnamita

Nella cittadella di Nam Định i francesi trovarono 98 cannoni, tra cui cinque cannoni francesi a canna rigata da 30 millimetri ceduti con il trattato del 1874. Poiché la cittadella era più piccola di quella di Hanoi e continuava ad essere difendibile nonostante il bombardamento subito, Rivière decise di occuparla.
Nominò commandant supérieur di Nam Định lo chef de bataillon Badens, assegnandogli una guarnigione di 440 uomini e due cannoniere. Badens ripristinò rapidamente l'ordine in città e ricostituì il governo municipale, nominando nuovi magistrati su consiglio del capo della locale missione cattolica. Il 31 marzo 1883, quando Rivière tornò ad Hanoi, i negozi avevano riaperto e molti abitanti erano tornati a Nam Định.
Rivière elogiò il comportamento dei fanti di marina che avevano effettuato l'assalto, alcuni dei quali avevano preso parte anche alla cattura della cittadella di Hanoi il 25 aprile 1882, nel seguente ordine del giorno: